# Taczów Mały
Taczów Mały (niem. Klein Totschen) – wieś w Polsce położona w województwie dolnośląskim, w powiecie trzebnickim, w gminie Trzebnica.

## Podział administracyjny
W latach 1975–1998 miejscowość administracyjnie należała do województwa wrocławskiego.

## Nazwa
W księdze łacińskiej Liber fundationis episcopatus Vratislaviensis (pol. Księga uposażeń biskupstwa wrocławskiego) spisanej za czasów biskupa Henryka z Wierzbna w latach 1295–1305 miejscowość wymieniona jest w zlatynizownej formie Thaczow.